# 윈도우 9x
윈도우 9x(영어: Windows 9x)은 MS-DOS 기반의 윈도우 95 커널 기반으로 1995년부터 2000년까지 출시된 마이크로소프트 윈도우 컴퓨터 운영 체제의 시리즈를 가리키는 일반 용어이다. 주로 사용된 운영 체제는 윈도우 운영체제인 윈도우 95, 윈도우 98에 사용되었으며, 윈도우 미를 포함하기도 한다. 현재는 윈도우 XP부터 윈도우 NT라는 커널로 대체하여 더 이상 사용하지 않는다.

## 특징
윈도우 9x는 32비트와 16비트 코드를 모두 가지고 있다. Win32 API는 완전히 32비트이지만, MS-DOS 커널과 그것의 장치 드라이버 및 외부 명령어들과 같이 도스를 기반으로 한 구성 요소들은 16비트다. 덧붙여서, 운영 체제와 함께 제공된 SCANDISK(디스크 검사)와 디스크 조각 모음 같은 몇몇 프로그램들은 16비트(예: scandisk.exe), 32비트(예: scandskw.exe) 두 가지 버전으로 나오기도 했다.
윈도우 9x는 하나의 사용자를 염두에 두고 개발된 시스템으로, 보안 부분에서는 윈도우 NT보다는 다소 보안성이 떨어지는 편이다. 그 이유로 비록 윈도우 NT 또한 FAT 파일 시스템을 지원하더라도 윈도우 9x가 유일하게 공식적으로 지원하는 파일 시스템인 FAT(FAT12/16/32 포함)에서 찾을 수 있다. FAT 파일 시스템에는 보안 기능이 아주 제한적이다. FAT 드라이브에 접근이 가능한 사용자는 그 드라이브의 모든 파일에 접근할 수 있다. NTFS 같이 접근을 통제할 수 있는 리스트를 제공하지 않는다.
윈도우 9x의 기능 대부분은 윈도우 2000과 윈도우 미의 뒤를 이은 윈도우 XP의 발매와 함께 윈도우 NT에 합쳐졌다.

## 부팅 과정
윈도우 3.x와 유사하게 윈도우 9x에서는 부팅하기 위해서는 MS-DOS 커널 (IO.SYS)과 메모리 관리자 (HIMEM.SYS)가 필요하다. 그런 다음 GUI를 적용하기 위해 WIN.COM이 실행된다.  다만 윈도우 3.x와 차이점은 윈도우 9x의 WIN.COM은 MSDOS.SYS에서 "BootGUI"가 1로 설정되어 있을 경우 자동적으로 시스템에 의해 불러온다. 이 과정에서 CPU는 실제 모드에서 보호 모드로 전환되고, 이 과정에서 몇 개의 가상 장치 드라이버를 불러오게 된다. 이 가상 장치 드라이버들은 강화된 디스크 접근 및 기억 장치 관리와 같은 몇몇 로레벨(low-level) 기능 제공 뿐만 아니라 하드웨어 자원과 윈도우 9x가 직접적으로 상호 작용하는 것을 허용한다.

## 제약
- 윈도우 9x에서는 하이퍼쓰레딩 기술이나 다중 코어 같은 다중 스레드 CPU를 사용할 수 없다.
- 시스템 리소스 - 유저 힙 영역과 GDI 힙 영역(메모리의 두 영역)은 각각 64KB로 제한되어 있다.
- 메뉴의 페이드 효과와 같은 알파 채널이 들어간 효과는 지원하지 않는다.
- 모든 윈도우 9x (윈도우 Me 포함)에서 지원하는 하드 디스크 용량은 최대 137GB까지다.
- 모든 윈도우 9x 계열은 64비트 아키텍처를 지원하지 않는다.

## 버전
- 윈도우 95 오리지널 (버전 4.00.950)
- 윈도우 95 OSR1 (버전 4.00.950A)
- 윈도우 95 OSR2 (버전 4.00.950B/4.00.1111)
- 윈도우 95 OSR 2.1 (버전 4.00.950B/4.00.1212)
- 윈도우 95 OSR 2.5 (버전 4.00.950C/4.00.1214)
- 윈도우 98 오리지널 (버전 4.10.1998)
- 윈도우 98 세컨드 에디션 (98SE) (버전 4.10.2222)
- 윈도우 ME (버전 4.90.3000)

### 플러스 팩
- 마이크로소프트 플러스! 윈도우 95용
- 마이크로소프트 플러스! 윈도우 98용
- 마이크로소프트 플러스! Game Pack (윈도우 ME용)